# Khổ thơ
Trong thơ ca, khổ thơ là một tập hợp nhiều dòng thơ trong một bài thơ, được nhóm lại thành một khổ, ngăn cách với nhau bằng một dòng trống hoặc bằng cách canh thụt lề khác nhau. Các khổ thơ thường sắp xếp âm điệu và gieo vần theo quy tắc nhất định, mặc dù khổ thơ không nhất thiết phải tuân theo bất kì luật thơ nào. Dựa theo số dòng và luật gieo vần, có thể chia khổ thơ thành rất nhiều loại đặc trưng.
Khổ thơ trong bài thơ tương đương với đoạn văn trong văn xuôi; theo ý nghĩa các ý có liên quan đến nhau được tập hợp thành một nhóm.

## Ví dụ
Bài thơ ngắn sau đây của Emily Dickinson có hai khổ thơ, mỗi khổ bốn dòng.
I had no time to hate, because

The grave would hinder me,

And life was not so ample It

Could finish enmity.

Nor had I time to love; but since

Some industry must be,	

The little toil of love, I thought,	

Was large enough for me.